# Paradox Interactive
Pour les articles homonymes, voir Paradox.
Ne doit pas être confondu avec Paradox Development Studio.
Paradox Interactive est un éditeur de jeux vidéo suédois. Son siège se situe à Stockholm.
La société est connue pour l'édition de jeux de stratégie historiques au contenu très détaillé pour ordinateur. Parmi ses titres les plus notables, il est possible de citer Crusader Kings, Europa Universalis, Victoria, Hearts of Iron, Stellaris, Surviving Mars, Prison Architect ou encore Cities: Skylines 1 et Cities: Skylines II
L'entreprise publie ses propres productions développées par Paradox Development Studio mais aussi des titres développés par d'autres sociétés — comme Mount and Blade de TaleWorlds ou Prison Architect d'Introversion Software — à travers une chaîne de distribution tant physique que numérique.
Depuis 2013, la majorité des jeux vidéo édités par l’entreprise sont multi-plateforme : compatibles avec Microsoft Windows, macOS et GNU/Linux. Certains grands titres précédemment compatibles uniquement avec Windows, ont été portés sur les autres plateformes, tels que Crusader Kings 2 et Mount and Blade: Warband.
La société Paradox Interactive est une division de Paradox Entertainment.

## Jeux édités et publiés[7]
- 1997 : Svea Rike
- 1998 : Svea Rike II
- 2000 : Europa Universalis
- 2001 : Europa Universalis 2
  - 2004 : Europa Universalis 2: Asian Chapters
- 2002 : Hearts of Iron
- 2003 : Two Thrones
- 2003 : Victoria : Un empire en construction 1836-1920
  - 2006 : Victoria: Revolutions
- 2003 : Crown of the North
- 2003 : Chariots of War
- 2004 : Crusader Kings
  - 2007 : Crusader Kings: Deus Vult
- 2004 : Knights of Honor
- 2005 : Hearts of Iron 2
  - 2006 : Hearts of Iron 2: Doomsday
  - 2007 : Hearts of Iron 2: Armageddon
- 2005 : Diplomacy
- 2006 : Take Command - 2nd Manassas
- 2007 : Europa Universalis 3
  - 2007 : Europa Universalis 3: Napoleon's Ambition
  - 2008 : Europa Universalis 3: In Nomine
  - 2009 : Europa Universalis 3: Heir to the Throne
  - 2010 : Europa Universalis 3: Divine Wind
- 2008 : Europa Universalis: Rome
  - 2008 : Europa Universalis: Vae Victis
- 2008 : Mount and Blade
- 2009 : Majesty 2
- 2009 : Crusaders: Thy Kingdom Come
- 2009 : For the Glory: A Europa Universalis Game
- 2009 : King Arthur: The Role-Playing Wargame
  - 2010 : King Arthur: The Druids
  - 2010 : King Arthur: The Saxons
- 2009 : Hearts of Iron 3
  - 2010 : Hearts of Iron 3: Semper Fi
  - 2011 : Hearts of Iron 3: For the Motherland
  - 2012 : Hearts of Iron 3: Their Finest Hour
- 2010 : Arsenal of Democracy: A Hearts of Iron Game
- 2010 : Sword of the Stars
- 2010 : Commander: Conquest of the Americas
- 2010 : Ship Simulator Extremes
- 2010 : Mount and Blade: Warband
- 2010 : Age of Wonders
- 2010 : Age of Wonders Shadow Magic
- 2010 : Age of Wonders II: The Wizard's Throne
- 2010 : Victoria 2
  - 2012 : Victoria 2: A House Divided
  - 2013 : Victoria 2: Heart of Darkness
- 2010 : The Kings' Crusade
- 2010 : Woody Two-Legs: Attack of the Zombie Pirates
- 2011 : Magicka
- 2011 : Cities in Motion
- 2011 : Darkest Hour: A Hearts of Iron Game
- 2011 : Mount and Blade: With Fire and Sword
- 2011 : Supreme Ruler: Cold War
- 2011 : Pirates of Black Cove
- 2011 : Sengoku
- 2011 : King Arthur: Fallen Champions
- 2011 : Sword of the Stars 2
- 2012 : King Arthur 2: The Role-Playing Wargame
- 2012 : Crusader Kings 2
  - 2012 : Crusader Kings 2: Sword of Islam
  - 2012 : Crusader Kings 2: Legacy of Rome
  - 2012 : Crusader Kings 2: Sunset Invasion
  - 2013 : Crusader Kings 2: The Republic
  - 2013 : Crusader Kings 2: The Old Gods
  - 2013 : Crusader Kings 2: Sons of Abraham
  - 2014 : Crusader Kings 2: Rajas of India
  - 2014 : Crusader Kings 2: Charlemagne
  - 2014 : Crusader Kings 2: Way of Life
  - 2015 : Crusader Kings 2: Horse Lords
  - 2016 : Crusader Kings 2: Conclave
  - 2016 : Crusader Kings 2: The Reaper's Due
  - 2017 : Crusader Kings 2: Monks and Mystics
  - 2017 : Crusader Kings 2: Jade Dragon
  - 2018 : Crusader Kings 2: Holy Fury
- 2012 : Defenders of Ardania
- 2012 : Gettysburg: Armored Warfare
- 2012 : Naval War: Arctic Circle
- 2012 : Warlock: Mater of the Arcane
- 2012 : A Game of Dwarves
- 2012 : Majesty Gold HD
- 2013 : War of the Roses
- 2013 : Impire
- 2013 : March of the Eagles
- 2013 : The Showdown Effect
- 2013 : Cities in Motion 2
- 2013 : Leviathan: Warships
- 2013 : Knights of Pen and Paper +1 Edition
- 2013 : Teleglitch: Die More Edition
- 2013 : Europa Universalis 4
  - 2014 : Europa Universalis 4: Conquest of Paradise
  - 2014 : Europa Universalis 4: Wealth of Nations
  - 2014 : Europa Universalis 4: Res Publica
  - 2014 : Europa Universalis 4: Art of War
  - 2015 : Europa Universalis 4: El Dorado
  - 2015 : Europa Universalis 4: Common Sense
  - 2015 : Europa Universalis 4: The Cossacks
  - 2016 : Europa Universalis 4: Mare Nostrum
  - 2016 : Europa Universalis 4: Rights of Man
  - 2017 : Europa Universalis 4: Mandate of Heaven
  - 2017 : Europa Universalis 4: Third Rome
  - 2017 : Europa Universalis 4: Cradle of Civilization
  - 2018 : Europa Universalis 4: Rule Britannia
  - 2018 : Europa Universalis 4: Dharma
  - 2018 : Europa Universalis 4: Golden Century
  - 2020 : Europa Universalis 4: Emperor
  - 2021 : Europa Universalis 4: Leviathan
  - 2021 : Europa Universalis 4: Origins
  - 2022 : Europa Universalis 4: Lions of the North
  - 2023 : Europa Universalis 4: Domination
  - 2023 : Europa Universalis 4: King of Kings
  - 2024 : Europa Universalis 4: Winds of Change
- 2013 : Magicka: Wizards of the Square Tablet
- 2013 : Dungeonland
- 2014 : Warlock 2: The Exiled
- 2014 : War of the Vikings
- 2014 : Ancient Space
- 2014 : Age of Wonders III
  - 2014 : Age of Wonders III - Golden Realms Expansion
  - 2015 : Age of Wonders III - Eternal Lords Expansion
- 2015 : Cities: Skylines
  - 2015 : Cities: Skylines - After Dark
  - 2016 : Cities: Skylines - Snowfall
  - 2016 : Cities: Skylines - Natural Disasters
  - 2017 : Cities: Skylines - Mass Transit
  - 2017 : Cities: Skylines - Green Cities
  - 2018 : Cities: Skylines - Parklife
  - 2018 : Cities: Skylines - Industries
  - 2019 : Cities: Skylines - Campus
  - 2020 : Cities: Skylines - Sunset Harbor
- 2015 : Pillars of Eternity
  - 2015 : Pillars of Eternity: The White March Part I
  - 2016 : Pillars of Eternity: The White March Part II
- 2015 : Magicka: Wizard Wars
- 2015 : Magicka 2
- 2015 : Knights of Pen and Paper 2
- 2016 : Hearts of Iron 4
  - 2016 : Hearts of Iron 4: Together for Victory
  - 2017 : Hearts of Iron 4: Death or Dishonor
  - 2018 : Hearts of Iron 4: Waking the Tiger
  - 2019 : Hearts of Iron 4: Man The Guns
  - 2020 : Hearts of Iron 4: La Résistance
  - 2020 : Hearts of Iron 4: Battle For The Bosporus
  - 2021 : Hearts of Iron 4: No Step Back
  - 2022 : Hearts of Iron 4: By Blood Alone
  - 2023 : Hearts of Iron 4: Arms Against Tyranny
  - 2024 : Hearts of Iron 4: Trial of allegiance
  - 2024 : Hearts of Iron 4: Götterdammerung
- 2016 : Stellaris
  - 2016 : Stellaris: Leviathans
  - 2017 : Stellaris: Utopia
  - 2017 : Stellaris: Synthetic Dawn
  - 2018 : Stellaris: Apocalypse
  - 2018 : Stellaris: Distant Stars
  - 2018 : Stellaris: MegaCorp
  - 2019 : Stellaris: Ancient Relics
  - 2020 : Stellaris: Federations
  - 2021 : Stellaris: Nemesis
  - 2022 : Stellaris: Overlord
  - 2023 : Stellaris: First Contact
  - 2023 : Stellaris: Galatic Parangons
  - 2023 : Stellaris: Astral Planes
  - 2024 : Stellaris: The Machine Age
  - 2024 : Stellaris: Cosmic Storms
- 2016 : Tyranny
  - 2017 : Tyranny: Tales of the Tiers
  - 2017 : Tyranny: Bastard's Wound
- 2017 : Steel Division: Normandy 44
  - 2017 : Steel Division: Normandy 44 - Second Wave
  - 2018 : Steel Division: Normandy 44 - Back to Hell
- 2018 : Surviving Mars
  - 2018 : Surviving Mars: Space Race
  - 2019 : Surviving Mars: Green Planet
- 2018 : Battletech
  - 2018 : Battletech: Flashpoint
  - 2019 : Battletech: Urban Warfare
- 2019 : Imperator: Rome
- 2019 : Age of Wonders: Planetfall
- 2020 : Vampire: The Masquerade - Bloodlines 2
- 2020 : Empire of Sin
- 2020 : Crusader Kings III
  - 2021 : Crusader Kings 3: Northern Lords
  - 2022 : Crusader Kings 3: Royal court
  - 2022 : Crusader Kings 3: Fate of Iberia
  - 2022 : Crusader Kings 3: Friends and Foes
  - 2023 : Crusader Kings 3: Tours and Tournaments
  - 2023 : Crusader Kings 3: Legacy of Persia
  - 2024 : Crusader Kings 3: Legends of the Dead
  - 2024 : Crusader Kings 3: Roads to Power
- 2020 : Surviving the Aftermath
- 2022 : Victoria 3
- 2023 : Age of Wonders 4
- 2023 : Cities: Skylines II